# Хуан Афара
Хуан Афара (на испански: Juan Afara) е парагвайски политик, настоящ вицепрезидент на Парагвай от 15 август 2013 г.

## Биография
Роден е на 19 август 1960 г. в Санта Роса, Парагвай. Член е на управляващата партия „Колорадо“.